# Осина (древесина)
Осина — древесина различных видов деревьев рода Тополь (лат. Populus) семейства Ивовые.
Родина растений рода Тополь — Европа, Азия и Северная Америка. Большинство видов — быстрорастущие деревья, созревающие уже в возрасте от 30 до 50 лет. Эта древесина получается в основном от выращенных деревьев культурных сортов. Всё больше древесины осины и тополей получается не из обычных лесных хозяйств, а из лесных хозяйств короткого цикла.
Примерно 1 % заготавливаемой ежегодно в Германии древесины приходится на древесину осины и тополя. Из осины изготавливают в первую очередь кругляк и пиломатериалы. Используется эта древесина и как дрова. Около 40 % этой древесины перерабатывается в ДСП в форме плит и деталей, остальное идёт на топливо, среди прочего в виде топливных гранул и древесных обрезков.
Согласно стандарту DIN 4076 краткое обозначение древесины тополей, за исключением осины, — «PA», осина имеет обозначение «AS».

## Происхождение
Тополя представляют собой род листопадных лиственных деревьев, разделённый на пять секций. Виды трёх из пяти секций используются для получения древесины. В Центральной Европе произрастают три вида тополей, Тополь чёрный (лат. Populus nigra) из секции чёрных тополей (лат. Aigeiros), Тополь белый (лат. Populus alba) и Осина (лат. Populus tremula), оба последних вида из секции белых тополей (лат. Populus). Также произрастают Тополь сереющий (лат. Populus × canescens), естественный гибрид между осиной и белым тополем, и пирамидальный тополь (лат. Populus nigra var. italica), подвид чёрного тополя. Древесина тополя получается в основном из так называемых хозяйственных тополей — культурных сортов, выведенных в результате скрещивания и селекции названных выше видов. Для скрещивания используются также американские и азиатские виды тополей из секции чёрных тополей, белых тополей и бальзамических тополей (лат. Tacamahaca). Прежде самое большое хозяйственное значение имели чёрные тополя, затем их сменили бальзамические тополя.
Тополя это быстрорастущие отечественные деревья, вызревающие в возрасте от 30 до 50 лет. Прирост плантации тополей составляет от 10 до 15 м³ в год с гектара, на лучших местоположениях и почвах даже 20 м³. Для сравнения: буки достигают на хороших местоположениях прироста от 6 до 8 м³. Ежегодно в Германии заготавливается от 350.000 до 400.000 м³ древесины осины и тополя, что составляет около 1 % всего заготавливаемого объёма.

## Внешний вид

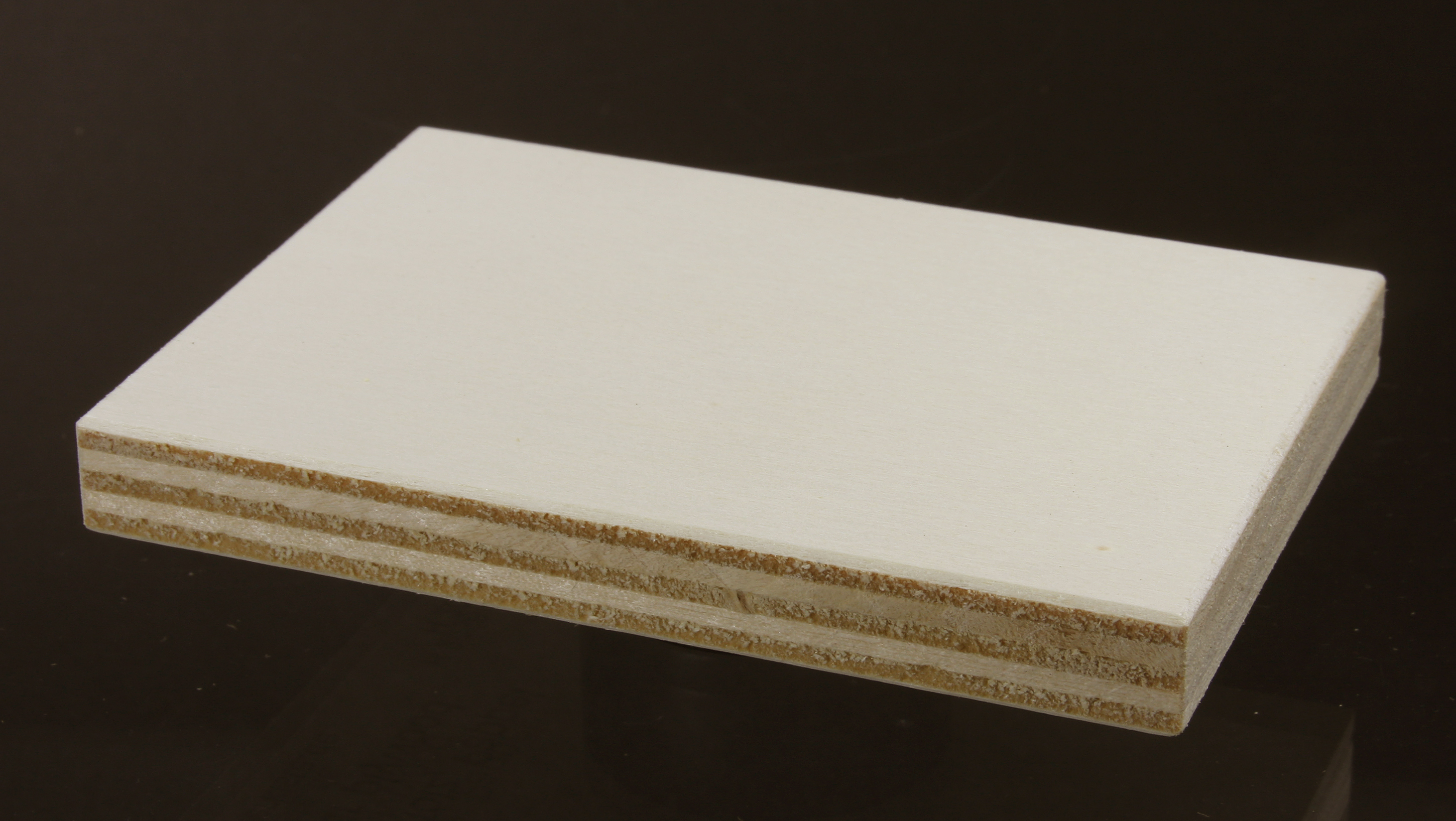
Фанера из осины

Древесина тополей рыхлая, имеет светлую, беловатую, красновато-коричневую до коричневатой окраску. Волокна образуются круглый год очень равномерно, ранний и поздний прирост схожи, поэтому древесина выглядит однородной. Однако годичные кольца чётко различимы, так как поздняя древесина образует на границе годичного кольца узкую более плотную полоску. У тополей явственно разделены заболонь и ядровая древесина, исключением является осина, причисляемая к заболонным породам деревьев. Ядро чёрного тополя и его гибридов в свежем состоянии имеет цвет от светло-коричневого до зеленовато-коричневого, при сушке становится слегка красно-коричневым и по цвету уравнивается с заболонью. Древесина осины грязно-белого или желтовато-белого цвета, ядро белого тополя и серого тополя — тёмное, красновато-жёлтое до желтовато-коричневого. Заболонь этих видов беловатая и похожа на древесину осины.

## Свойства
Древесина различных видов тополей имеет очень схожие свойства и обычно не различается по видам. Исключение составляет осина, у которой отсутствует ядро и несколько более высокая плотность. Древесина тополей вообще очень мягкая и со своей плотностью, составляющей от 400 до 500 кг/м³ при влажности от 12 до 15 %, относится к самым лёгким отечественным лиственным породам древесины и имеет соответствующие малые значения абсолютной прочности. Относительно веса, тем не менее, прочность тополя сравнима с другими породами древесины. Эта древесина устойчива к растрескиванию и в сравнении с другими лиственными породами легко колется. Из-за поверхностного уплотнения волокон древесины при трении её стойкость к снашиванию довольно высока.
Осиновая древесина слабоустойчива к воздействию осадков и под водой. В свежем состоянии имеет высокое содержание влаги. У чёрных и бальзамических тополей влажность ядра заметно выше, чем заболони, у белых тополей примерно равная, что должно учитываться при сушке. Сохнет эта древесина медленно и не склонна к растрескиванию или короблению во время этого процесса.
Хорошо обрабатывается острым инструментом, её можно пилить, фрезеровать, лущить и резать. Свежая древесина легче в обработке, чем сухая, потому что волокнистые опилки приводят к сильному сносу и разогреву пил. На древесине с широкими годичными кольцами сложнее добиться гладкой поверхности. Склеивание не вызывает трудностей, соединение с помощью гвоздей удовлетворительное. Поверхность легко обрабатывается, её можно хорошо морить, однако трудно отполировать.

## Использование

### Материал
До наших дней древесина тополя и осины из-за своей износостойкости, хорошей обрабатываемости и относительно малого веса, наряду с абачи используется для изготовления протезов. Однако деревянные протезы всё чаще заменяются искусственными материалами.

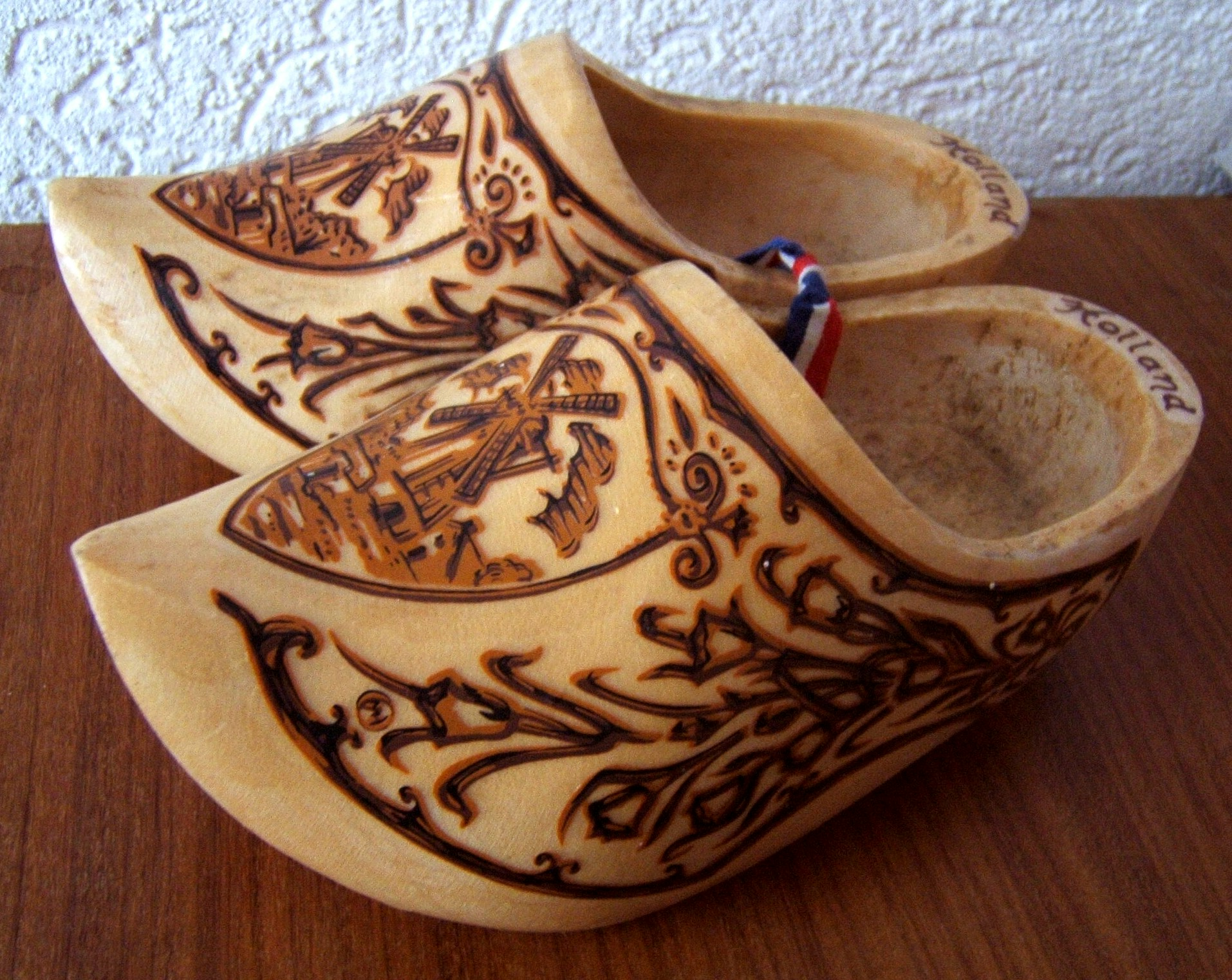
Деревянные башмаки делают в Нидерландах в основном из осины

Эта древесина поступает на рынок в виде кругляка, стружки и пиломатериалов, всё больше утилизируется для получения энергии (как возобновляемое топливо на тепловых станциях).
В Германии около 40 % древесины осины и тополя перерабатывается в ДСП в разных формах. Самым крупным потребителем осинового лущёного шпона является спичечная промышленность, кроме того лущёный шпон используется для производства фанеры, клееных блоков для гнутых деталей, корзин для фруктов и овощей, а также подарочных упаковок. Из этой древесины изготавливается также строганный шпон.
Около четверти производимой в Германии древесины перерабатывается в пиломатериалы. Она находит применение в обувной промышленности, а также для лежанок и скамей в банях. Также из этой древесины делают поддоны и ящики.
Из осины делают древесный уголь, находящий применение для рисования и в химической промышленности, та же древесина используется для изготовления кульманов, бытовых приборов, зубочисток и лопат для снега. Это дерево подходит для ДВП и производства целлюлозы и бумаги.

### Топливо
Теплота сгорания осины, составляющая 19,8 МДж/кг, лежит между елью и буком, но из-за малой плотности выход энергии на единицу объёма меньше чем у других видов топливной древесины.
Наряду с ивами тополя как быстрорастущие деревья представляют собой важнейшие виды для лесных хозяйств короткого цикла.